# Brian Clough
Brian Howard Clough (* 21. března 1935, Middlesbrough – 20. září 2004, Derby) byl anglický fotbalista a fotbalový trenér.

## Fotbalová kariéra
Během své aktivní hráčské kariéry býval Clough velmi plodným střelcem, když v dresu Middlesbrough a Sunderlandu nastřílel v 274 ligových utkáních 251 branek. Za reprezentaci Anglie odehrál dvě utkání, obě v roce 1959. Hráčskou kariéru ukončil z důvodu zranění ve věku 29 let.

## Trenérská kariéra
V roce 1965 se stal manažerem Hartlepoolu United, týmu ze čtvrté nejvyšší ligy. O dva roky později se přesunul do Derby County, se kterým v sezoně 1968/69 vyhrál druhou ligu a zajistil tak týmu postup do nejvyšší soutěže. Již v sezoně 1972/73 dovedl Derby k ligovému prvenství, prvnímu v klubové historii. V roce 1973 se v Poháru mistrů evropských zemí dostal až do semifinále. Následně po neshodách s předsedou klubu odstoupil. Následujících osm měsíců strávil v třetiligovém Brighton & Hove Albion. V létě 1974 se stal novým manažerem Leedsu United, kde strávil pouze 44 dní, než byl propuštěn. O několik měsíců později se připojil k druholigovému Nottinghamu Forest. V roce 1977 postoupil Nottingham do první ligy a o rok později vyhrál svůj první ligový titul v historii. V letech 1979 a 1980 vyhrál Pohár mistrů evropských zemí a čtyři Ligové poháry v letech 1978, 1979, 1989 a 1990. V roce 1993 sestoupil Nottingham do druhé ligy, po čemž Clough ukončil svojí manažerskou kariéru. Brian Clough zemřel 20. září 2004 na rakovinu žaludku.

## Film
O jeho trenérské kariéře byl natočen film s názvem Prokletý klub.

## Ocenění

### Manažerské
Derby County
- First Division: 1971/72

Nottingham Forest
- First Division: 1977/78
- Ligový pohár: 1978, 1979, 1989, 1990
- Charity Shield: 1978
- Pohár mistrů evropských zemí: 1979, 1980
- Evropský superpohár: 1979

### Individuální
- Manažer roku: 1977/78